# Empoasca rybiogon
Empoasca rybiogon är en insektsart som beskrevs av Irena Dworakowska 1971. Empoasca rybiogon ingår i släktet Empoasca och familjen dvärgstritar. Inga underarter finns listade i Catalogue of Life.